# Ділором Еґамбердиєва
Ділором Еґамбердиєва (узб. Dilorom Egamberdiyeva; нар. 25 жовтня 1962, Фергана, Узбецька РСР, СРСР) — радянська узбецька акторка театру, кіно та телебачення. Заслужена артистка Узбекистану (1995).

## Життєпис
Ділором Еґамбердиєва народилася 25 жовтня 1962 року в  місті Фергана. 
Закінчила у 1983 році узбецький акторський курс ВДІКу, курс Бориса Чиркова. 
Деб'ютувала у кіно в 1981 році, виконала головну роль у стрічці «Золоте руно».

## Фільмографія
| Рік  |    | Українська назва         | Оригінальна назва          | Роль                              |
| ---- | -- | ------------------------ | -------------------------- | --------------------------------- |
| 2016 | ф  | Барон                    | Baron                      | дружина Мардона                   |
| 2015 | ф  | Випробування у дитинстві | Bolalik Sinovlari          | роль другого плану                |
| 2013 | ф  | Лис                      | Novda                      | епізодична роль                   |
| 2013 | с  | Гюльчатай.Заради кохання | Гюльчатай. Ради любви      | Багдагуль, друга дружина Алішера  |
| 2011 | с  | Гюльчатай                | Гюльчатай                  | Багдагуль, друга дружина Алішера  |
| 2010 | ф  | Життя після смерті       | Qabrdan qaytgan umr        |                                   |
| 2010 | с  | На сонячному боці вулиці | На солнечной стороне улицы | Хадіча                            |
| 2010 | ф  | Життя після смерті       | Qabrdan qaytgan umr        | епізодична роль                   |
| 2010 | ф  | Мадіна                   | Madina                     | епізодична роль                   |
| 2009 | ф  | Дідусь та внук           | Chol va nabira             | мати Ґанішера                     |
| 2007 | с  | Застава                  | Застава                    | дружина Надір-шаха                |
| 2005 | ф  | Ревнощі пам'яті          | Xotira rashki              | епізодична роль                   |
| 2005 | ф  | Лиха доля                | Ko'rgilik                  | Маліка                            |
| 1996 | ф  | Поверни зірку мою        |                            | головна роль                      |
| 1990 | ф  | Диво-жінка               | Temir xotin                | Аломат, жінка-робот, головна роль |
| 1989 | ф  | Східна шахрайка          | Maysaraning ishi           | епізодична роль                   |
| 1987 | ф  | Спокута                  | Искупление                 | епізодична роль                   |
| 1986 | ф  | Полювання на дракона     | Охота на дракона           | Орнелла                           |
| 1986 | ф  | Атака                    | Атака                      | Аннагуль Агаханівна               |
| 1986 | ф  | Йдучи, залишаються       | Armon                      | Хумор                             |
| 1985 | тф | Сузір'я кохання          | Созвездие любви            | Мохігуль                          |
| 1984 | ф  | Наодинці                 | Наедине                    | епізодична роль                   |
| 1984 | ф  | Бунт невісток            | Kelinlar qoʻzgʻoloni       | Ніґора                            |
| 1983 | ф  | Пробудження              | Пробуждение                | епізодична роль                   |
| 1981 | ф  | Золоте руно              | Золотое руно               | Зухра, перекладачка, головна роль |